# 庾阐
庾闡（?—?），字仲初，晉朝潁川鄢陵人。安北長史庾輝之孫，庾東之子。年少時庾闡跟隨舅舅孫氏來到長江以南地區。州舉其為秀才，遭到庾闡拒絕，司馬睿晉封晉王後辟他，又遭到庾闡拒絕。但後來庾闡還是出來當官，擔任太宰、西陽王司馬羕掾，升遷至尚書郎。蘇峻之亂爆發後，庾闡投靠郗鑒，擔任司空參軍。蘇峻之亂平定後，庾闡因功勛受封吉陽縣男，出任彭城內史。郗鑒又向皇帝請求任命庾闡為從事中郎。不久庾闡擔任散騎侍郎，兼任大著作。不久外任零陵太守。後庾闡因病，回到中央擔任給事中，又兼任著作。五十四歲那年去世，諡號為貞。庾闡著有《弔賈誼文》、《吳太伯碑文》、《揚都賦》。後人輯錄其著作，名為《庾阐集》，共十卷。

## 延伸阅读
[在维基数据编辑]
 《晉書/卷092》，出自房玄齡《晉書》